# Uresiphita
Uresiphita is een geslacht van vlinders uit de familie van de grasmotten (Crambidae). De wetenschappelijke naam van het geslacht is voor het eerst gepubliceerd in 1825 door Jacob Hübner.

## Soorten
- Uresiphita gilvata (Fabricius, 1794) – Geelvleugelmot
- Uresiphita insulicola (Turner, 1918)
- Uresiphita ornithopteralis (Guenée, 1854)
- Uresiphita prunipennis (Butler, 1879)
- Uresiphita quinquigera (Moore, 1888)
- Uresiphita reversalis (Guenée, 1854)